# Plumpton Head
Plumpton Head is een gehucht in het  Engels district Eden in het graafschap Cumbria.
Het plaatsje omvat tegenwoordig nog slechts enkele boerderijen, maar kent een lange geschiedenis van menselijke bewoning. Het dorpje wordt doorkruist door de A6, die hetzelfde tracé volgt als de voormalige Romeinse heirbaan van York naar Carlisle, op het traject tussen Penrith en Brougham. Iets ten noordwesten van de bebouwing, in de vallei van het riviertje de Petteril, zijn in 1951 resten gevonden van een groot romeins legerkamp. Er wordt gesteld dat het kamp rond 72/73 is aangelegd door de Romeinse gouverneur Quintus Petillius Cerialis in zijn campagne tegen de Brigantijnse opstandeling Venutius.   